# Willy Polleunis
Willy Polleunis, född 27 december 1947, är en friidrottare från Belgien. Han deltog vid olympiska sommarspelen 1968, olympiska sommarspelen 1972 och olympiska sommarspelen 1976.